# 伏毛楼梯草
伏毛楼梯草（学名：Elatostema strigulosum）为荨麻科楼梯草属的植物，是中国的特有植物。分布于中国大陆的四川等地，生长于海拔800米的地区，多生于低山灌丛下，目前尚未由人工引种栽培。

## 异名
- Elatostema strigulosum W. T. Wang var. semitriplinerve W. T. Wang